# Xã Blue Hill, Quận McLean, Bắc Dakota
Xã Blue Hill (tiếng Anh: Blue Hill Township) là một xã thuộc quận McLean, tiểu bang Bắc Dakota, Hoa Kỳ. Năm 2010, dân số của xã này là 16 người.